# Каркоси
Каркоси (пол. Karkosy) — село в Польщі, у гміні Ленчиця Ленчицького повіту Лодзинського воєводства.
Населення — 48 осіб (2011).
У 1975-1998 роках село належало до Плоцького воєводства.

## Демографія
Демографічна структура станом на 31 березня 2011 року:
|          | Загалом | Допрацездатний вік | Працездатний вік | Постпрацездатний вік |
| -------- | ------- | ------------------ | ---------------- | -------------------- |
| Чоловіки | 27      | 7                  | 16               | 4                    |
| Жінки    | 21      | 4                  | 10               | 7                    |
| Разом    | 48      | 11                 | 26               | 11                   |